# Ossie Ocasio
Pour les articles homonymes, voir Ocasio.
Ossie Ocasio est un boxeur portoricain né le 12 août 1955.

## Carrière

### Débuts professionnels
Ocasio débute en professionnel le 20 février 1976. Il remporte 10 victoires de rang en 1976 et 1977, avant de signer un contrat avec Don King. Il remporte sa victoire importante le 9 juin 1978 en battant le challenger mondial Jimmy Young par décision partagée des juges, remportant le match revanche le 27 janvier 1979 par décision unanime.

### Ossie Ocasio contre Larry Holmes
Le 23 mars 1979, il a l'occasion de devenir champion du monde des poids lourds, face au champion Larry Holmes
. Le combat est à sens unique, le champion domine Ocasio, l'envoie à terre d'un jab dans le 7e round, puis 3 fois dans le même round, l'arbitre arrête le combat.

### Tentative de reconquête
Après une victoire expéditive contre un inconnu, Ocasio affronte une valeur montante de la catégorie, Michael Dokes, le 19 avril 1980. Les deux boxeurs font match nul. Lors du match revanche, Ocasio est battu par Dokes au 1re round, après être allé 3 fois à terre. Après avoir battu Barry Funches par décision unanime, il connait sa 3e défaite face à John L Gardner le 17 avril 1981, mis KO au 6e.

### Champion du monde des lourds-légers
Ocasio perd alors du poids et passe en catégorie inférieure, la nouvelle catégorie des lourds-légers. 
Il en devient le premier champion du monde des poids lourds-légers WBA en battant aux points Robbie Williams le 13 février 1982.
Il défend victorieusement cette ceinture à plusieurs reprises : Il bat l'invaincu Eddie Taylor par décision unanime des juges le 15 décembre 1982, Randy Stephens par décision unanime des juges le 20 mai 1983, et John Odhiambho par KO technique au 15e et dernier round le 5 mai 1984.
Le 1er décembre 1984, il perd cette ceinture face au Sud-Africain Piet Crous qui l'emporte par décision unanime des juges. Il ne combattra pas en 1985, et battra un inconnu pour son seul mars en 1986, le 23 mars.

### Ossie Ocasio contre Evander Holyfield
Le 15 mai 1987, Ocasio fait face à l'ancien champion du monde Dwight Muhammad Qawi, et déclaré vainqueur par décision majoritaire des juges, victoire qui n'aura pas convaincu les observateurs, mais lui donnent une chance de rencontrer le champion WBA & IBF, Evander Holyfield le 15 août 1987, à Saint-Tropez. Holyfield domine la rencontre, ne perdant qu'un seul des 10 premiers rounds selon les juges. Au 11e, Holyfield accule Ocasio dans les cordes, le frappant sérieusement sans réponse du challenger, l'arbitre arrête le combat.

### Déclin
Ocasio fait son retour en poids lourds le 6 mars 1988, et remporte une victoire aux points sur Pierre Coetzer par décision unanime des juges. Ce sera sa dernière victoire importante. Il perd la revanche en novembre, et aligne les défaites dans les 4 années suivantes, il perdra 8 de ses 9 combats, entre autres contre Ray Mercer, Tyrell Biggs, Bruce Seldon, Lennox Lewis, ou Carl "the truth" Williams. Il dispute son dernier combat le 23 novembre 1992 et perd face à Alex Garcia par KO technique au 8e round.